# Rémi Bezançon

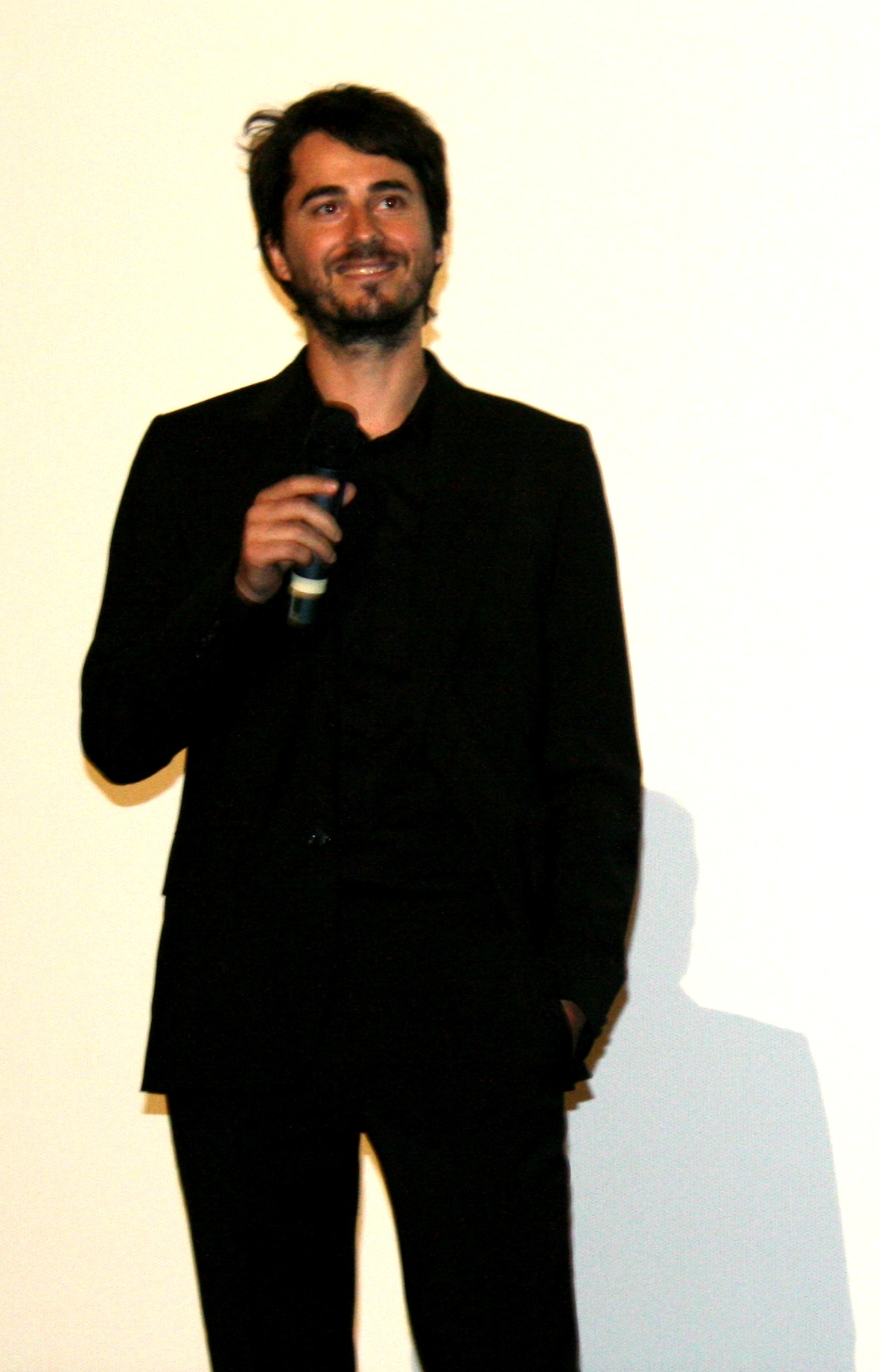
Rémi Bezançon (2008)

Rémi Bezançon (* 25. März 1971 in Paris) ist ein französischer Filmregisseur und Drehbuchautor.

## Leben
Rémi Bezançon studierte an der Pariser Filmschule École Supérieure de Réalisation Audiovisuelle (ESRA) und der École du Louvre. Sein erster Kurzfilm Little Italie erschien 1997. Es entstanden zahlreiche weitere Kurzfilme, für die Bezançon nicht nur die Regie übernahm, sondern auch das Drehbuch verfasste.
2008 erschien Bezançons Spielfilm C’est la vie – So sind wir, so ist das Leben, der anhand fünf exemplarischer Tage vom Leben einer fünfköpfigen Familie aus der französischen Mittelschicht über einen Zeitraum von fast zwölf Jahren berichtet. Die von Kritikern gelobte Tragikomödie entwickelte sich in Frankreich zum Publikumserfolg und erhielt bei den Césars 2009 Preise in drei Kategorien: für die besten weiblichen und männlichen Nachwuchsdarsteller sowie den besten Schnitt.
Im Jahr 2012 entstand mit Die Abenteuer der kleinen Giraffe Zarafa Bezançons erster Animationsfilm.

## Filmografie (Auswahl)
- 1997: Little Italie (Kurzfilm, Regie und Drehbuch)
- 2000: Les brigands (Kurzfilm, Drehbuch)
- 2001: Vikings (Kurzfilm, Regie und Drehbuch)
- 2003: Paraboles (Kurzfilm, Regie und Drehbuch)
- 2004: Vendues (Drehbuch)
- 2005: Love Is in the Air (Ma vie en l’air) (Regie und Drehbuch)
- 2008: C’est la vie – So sind wir, so ist das Leben (Le premier jour du reste de ta vie, Regie und Drehbuch)
- 2011: Ein freudiges Ereignis (Un heureux événement, Regie und Drehbuch)
- 2012: Die Abenteuer der kleinen Giraffe Zarafa (Zarafa, Regie und Drehbuch)
- 2015: Nos futurs
- 2019: Der geheime Roman des Monsieur Pick (Le mystère Henri Pick, Regie; Drehbuch mit seiner Frau Vanessa Portal)